# Men.com
Men.com ist eine US-amerikanische Filmproduktionsfirma, die sich auf die Produktion homosexueller Pornografie spezialisiert hat.

## Geschichte
Der Domainname „Men.com“ wurde 2003 gekauft, aber die Website nahm ihre Tätigkeit erst Anfang 2012 auf. Die ersten Szenen, die auf „Men.com“ veröffentlicht wurden, geben das Datum Juli 2011 an.
Bekannt wurde die Website 2014 mit einer schwulen Pornoparodie aus der Serie Game of Thrones. Seitdem hat die Website eine Reihe von Parodien erfolgreicher Filme, insbesondere von Superhelden, produziert.
Im Oktober 2015 veröffentlichte „Men.com“ im Rahmen der Serie Stealth Fuckers erstmals Szenen mit weiblichen Darstellerinnen in „Non-Sex“-Rollen, was eine Kontroverse auslöste, ob Darstellerinnen in Schwulenpornos auftreten sollten. Im Januar 2018 veröffentlichte „Men.com“ eine weitere kontroverse Szene zwischen einem Mann und einer Frau, die heterosexuellen Geschlechtsverkehr beinhaltete.
Außerdem führte „Men.com“ eine Sektion mit bisexueller Pornografie ein. Im August 2018 wurde mit The Challenge die erste MMF (male-male-female)-Szene auf „Men.com“ veröffentlicht, die kritische und verärgerte Kommentare von Fans auslöste, die dem Hauptdarsteller und Star der Szene, Arad Winwin, der sich selbst stets als schwuler Darsteller präsentierte, vorwarfen, „hetero“ zu sein oder seine eigene Sexualität in Richtung hin zu Heterosexualität und Bisexualität entwickelt zu haben; Winwin erklärte daraufhin, der Dreh sei nur ein Job gewesen wie andere Dreharbeiten auch.
Im Februar 2019 zeigte „Men.com“ mit He's Always Hard For Me die erste Szene mit einem Transgender-Mann, was von im Porno-Bereich tätigen Journalisten als „smarte“ Geschäftsentscheidung gewertet wurde, die neue Zuschauerschichten für „Men.com“ gewinnen und zu mehr Toleranz gegenüber Transgender-Menschen führen könnte.

## Darsteller
Zu den bekannten Darstellern gehören:
- Johnny Rapid (seit November 2011)
- Adam Killian (2011–2012)
- Christian Wilde (2011–2015)
- Cliff Jensen (2011–2019)
- Tommy Defendi (2012–2015)
- Paddy O’Brian (2012–2019)
- Diego Sans (seit 2015)
- Aspen (2015–2019)
- William Seed (seit 2017)
- Malik Delgaty (seit 2020)

## Trivia
Im Januar 2015 machte ein Angebot des Pornostars Johnny Rapid an Justin Bieber Schlagzeilen. Rapid bot Bieber in einem Youtube-Video 2 Millionen Dollar (rund 1,7 Millionen Euro) für eine gemeinsame Sexszene auf „Men.com“ an.
Die Dialogzeile „Right in Front of My Salad“ aus der im Juli 2017 veröffentlichten „Men.com“-Szene Private Lessons, Part 3 (später umbenannt in Right in Front of My Salad) entwickelte sich zu einem Internetphänomen. Die Szene zeigt eine junge Frau, gespielt von Nikki V (auch bekannt als Mrs. Romaine), beim Essen, die entdeckt, dass der Koch und ihr Ehemann Sex in der Küche haben: Daraufhin ruft sie aus: „Are you guys fucking? Right in front of my salad?!“ Der Ausruf right in front of my salad wird viral mittlerweile als Antwort auf einen abstoßenden oder unpassenden Post verwendet.

## Hauptfilme
- 2012: Drill My Hole, mit Rafael Alencar
- 2012: The Gay Office, mit Dean Monroe, Topher DiMaggio
- 2013: Prison Shower, mit Rafael Alencar, Johnny Rapid
- 2014: Gay of Thrones, mit Colby Keller, Damien Crosse
- 2015: Men of Anarchy, mit Johnny Hazzard, Paddy O’Brian
- 2016: Batman vs Superman, mit Trenton Ducati, Topher DiMaggio, Paddy O’Brian
- 2016: Star Wars
- 2017: Tarzan, mit Diego Sans
- 2017: Star Trek
- 2017: Pirates, mit Diego Sans, Johnny Rapid, Paddy O’Brian
- 2017: Justice League mit Colby Keller, François Sagat, Manila Luzon

## Auszeichnungen
- Cybersocket 2012: beste neue Website[16]
- Grabbys 2015: beste Originalinhalte im Internet[16]
- Cybersocket 2017: Beste pornografische Parodie für Batman vs. Superman[16]
- Grabbys 2017: beste Videografie für den Film Tarzan und beste Art Direction für Star Wars[16]
- GayVN Awards 2018: Best Marketing-Company Image[17]
- XBIZ Awards 2022: Gay Site of the Year[18]